# Johann Sagittarius
Johann Sagittarius (auch: Schütz; * 20. März 1531 in Halle; † 24. Juli 1584 in Wittenberg) war ein deutscher lutherischer Theologe.

## Leben
Sagittarius studierte seit dem 31. März 1545 an der Universität Wittenberg und erwarb am 14. August 1550 den akademischen Grad eines Magisters der Philosophie. Nachdem er seine theologischen Studien in Wittenberg absolviert hatte, wurde er am 3. Januar 1554 in Wittenberg als Pfarrer nach Doberlug ordiniert.
Am 1. April 1555 wurde er Montagsprediger am Freiberger Dom und 1556 Archidiakon an der St. Peterskirche in Freiberg. Dort geriet er in die mit den Leipziger Artikeln einhergehenden theologischen Streitigkeiten, wobei er die Position der Gnesiolutheraner vertrat. Seine Gegner, die Philippisten, sorgten dafür, dass er als Pfarrer in Freiberg entlassen und am 13. Juni 1566 auf Schloss Hohenstein inhaftiert wurde. Nach einigen Wochen Haft wurde sein Fall von Kurfürst August geprüft, der seine Unschuld feststellte und ihn aus der Haft entließ.
Da seine Stelle in Freiberg besetzt war, ging er nach Lübben in die Lausitz, wo er eine Tätigkeit als Offizial fand. Nachdem die Gnesiolutheraner mit den Torgauer Artikeln wieder die Oberhand in Sachsen gewonnen hatten, wurde er 1574 Superintendent in Annaberg, war 1576 am Konvent Kurfürst Augusts in Lichtenburg beteiligt, als über das Konkordienbuch beraten wurde.
1577 wurde er Professor der Theologie an der Wittenberger Universität und Prediger an der Schlosskirche. Er war im Wintersemester desselben Jahres Rektor der Alma Mater, absolvierte am 17. Oktober 1580 das Lizentiat der Theologie, wurde Propst der Schlosskirche sowie Kanzler der Universität. Am 16. Juni 1584 wurde er zum Doktor der Theologie promoviert. Er kam danach jedoch nicht mehr zu sonderlicher Tätigkeit, da er kurz darauf starb. Ihm wurde an der Wittenberger Schlosskirche ein Epitaph errichtet.

## Werke (Auswahl)
- Auslegung des 91. Psalms. 1564.
- Klage und Trost betrübter Eltern über dem geistlichen Absterben ihrer lieben Kinder. 1565.
- Betrachtung der großen Wunder Gottes. 1566.
- Von den feurigen Wunderzeichen am Himel, vor dem grossen tage des Herrn aus dem Spruch ... Joel am andern Capittel ... warnung an alle Christen. Schleich, Wittenberg 1582.
- Christliche Einhellige Lehr und Bekenntnis von der Person Jesu Christi unseres Herrn. 1883.